# Scytodes liui
Scytodes liui là một loài nhện trong họ Scytodidae.
Loài này thuộc chi Scytodes. Scytodes liui được Jia-Fu Wang miêu tả năm 1994.